# Luigi Teilemb
Luigi Teilemb, född 25 februari 1992, är en vanuatisk roddare.
Teilemb tävlade för Vanuatu vid olympiska sommarspelen 2016 i Rio de Janeiro, där han slutade på 30:e plats i singelsculler.